# Pouzolzia parasitica
Pouzolzia parasitica är en nässelväxtart som först beskrevs av Peter Forsskål, och fick sitt nu gällande namn av Georg August Schweinfurth. Pouzolzia parasitica ingår i släktet Pouzolzia och familjen nässelväxter. Inga underarter finns listade i Catalogue of Life.